# 이 사랑에 지칠때도/Boy
〈이 사랑에 지칠때도/Boy〉(일본어: この愛に泳ぎ疲れても/Boy)는 일본의 밴드 ZARD의 11번째 싱글로, 1994년 2월 2일 발매되었다. (8cm CD: BGDH-1033) 이 싱글 앨범은 ZARD가 발표한 것중에 최초로 양 A사이드로 구성되어있다. 〈이 사랑에 지칠때도〉는 사카이 이즈미가 작사했으며, 오다 테츠로가 작곡을, 아카시 마사오가 편곡을 도맡았다. 이 곡은 후지 TV의 드라마 《사랑과 의혹의 서스펜스》의 주제곡으로 쓰였다.
두 번째 A사이드 곡인 〈Boy〉는 사카이 이즈미 작사, 쿠리바야시 세이이치로 작곡, 아카시 마사오가 편곡을 맡은 것으로, 쿠리바야시 세이이치로가 89년 11월에 발표한 앨범 《LA JOLLA》에 수록된 〈Girl 지금도...〉(Girl 今でも…)의 리메이크 곡이다. 다만 〈그대가 없어요〉와 달리, 이 곡의 가사는 원곡과 완전히 다르게 쓰여졌기 때문에, 전작과는 달리 작사자가 두 명으로 표기되어있지 않다. 〈Boy〉는 요미우리 TV 제작의 영화 《여름의 정원 The Friends》의 엔딩곡으로 사용되었다. 한편 5번째 정규 앨범 《OH MY LOVE》에는 〈이 사랑에 지칠때도〉는 수록되어있으나, 〈Boy〉는 실려있지는 않다.
싱글은 오리콘 차트 주간 싱글차트 1위에 올랐으며, 15주간 차트에 머물렀다.

## 수록곡
| #            | 제목                                              | 작사          | 작곡                  | 편곡          | 재생 시간 |
| ------------ | ------------------------------------------------- | ------------- | --------------------- | ------------- | --------- |
| 1.           | 〈〈이 사랑에 지칠때도〉〉 (この愛に泳ぎ疲れても) | 사카이 이즈미 | 오다 테츠로           | 아카시 마사오 | 4:19      |
| 2.           | 〈〈Boy〉〉                                       | 사카이 이즈미 | 쿠리바야시 세이이치로 | 아카시 마사오 | 5:35      |
| 3.           | 〈〈이 사랑에 지칠때도〉〉 (Original Karaoke)     |               |                       |               | 4:18      |
| 4.           | 〈〈Boy〉〉 (Original Karaoke)                    |               |                       |               | 5:32      |
| 총 재생 시간 | 총 재생 시간                                      | 총 재생 시간  | 총 재생 시간          | 총 재생 시간  | 19:44     |

## 주해
1. ↑  ZARD의 공식 홈페이지에서는 다음과 같이 /가 아닌 점( · )으로 표기하고있다.(この愛に泳ぎ疲れても・Boy)[1] 이 싱글을 제외한 다른 양 A사이드 싱글은 모두 /로서 곡명을 구분한다.